# 8811 Waltherschmadel
8811 Waltherschmadel è un asteroide della fascia principale. Scoperto nel 1982, presenta un'orbita caratterizzata da un semiasse maggiore pari a 2,7291757 UA e da un'eccentricità di 0,0935216, inclinata di 4,03758° rispetto all'eclittica.